# Dana Fairbanks
Pour les articles homonymes, voir Fairbanks.
Dana Fairbanks est un personnage fictif créé par Ilene Chaiken pour la série télévisée The L Word. Elle est interprétée par l'actrice Erin Daniels. Elle apparaît dans les trois premières saisons de la série jusqu’à l’épisode 10 de la troisième saison où elle meurt des suites du cancer.

## Famille
Les parents de Dana, Sharon et Irwin, sont des gens très conservateurs et réactionnaires qui, au début, n’acceptent pas l’orientation sexuelle de leur fille, car ils craignent que cela puisse nuire à leur réputation.
Son frère cadet, Howie, lui dit se savoir gay depuis qu’il est haut comme trois pommes, mais ne l’a jamais révélé à leurs parents.

## Carrière
Dana est une joueuse de tennis professionnelle qui, dès le début de la première saison, craint que son orientation sexuelle puisse nuire à sa carrière. Cependant, après avoir obtenu un contrat avec Subaru dont le slogan est « Get Out And Stay Out », elle révèle à tous sa véritable orientation sexuelle.
Elle doit abandonner sa carrière professionnelle lors de la troisième saison lorsqu’elle apprend qu’elle est atteinte du cancer.

## Relations amoureuses
Dès le début de la saison, Dana apparaît comme une jeune femme peu sûre d’elle, timide, maladroite, intelligente, indépendante, forte, très professionnelle, légèrement peureuse et qui souffre d’un sentiment d’insécurité permanent. En plus d’avoir de la difficulté à faire des rencontres et à se dévoiler comme lesbienne, Dana a peur de tomber amoureuse.
Dana commence par tomber amoureuse d’une sous-chef qui travaille là où elle s’entraîne : Lara Perkins. C’est cette dernière qui aidera Dana à s’affirmer et à prendre confiance en elle. Toutefois, hantée par son insécurité, Dana finit par mettre un terme à cette relation.
Elle rencontre par la suite Tonya, une planificatrice d’événements, lors d’une campagne de Subaru. Omniprésente et autoritaire, Tonya ne fait pas l’unanimité chez les amies de Dana, mais cette dernière accepte tout de même de l’épouser après quelques mois de fréquentation seulement. Toutefois, Dana doit se rendre à l’évidence et rompre avec Tonya à quelques jours de leur mariage après avoir embrassé Alice et réaliser qu’elle éprouve des sentiments pour cette dernière.
Après Tonya, Dana commence à fréquenter Alice. Au début, leur relation est cachée de leurs amies, mais elles s’affichent rapidement comme couple. Leur liaison se termine au retour de Lara.
Dana et Lara aménagent ensemble et, un beau jour, Lara remarque une bosse au niveau d’un sein de Dana. Bien que cette dernière est d’abord réticente à l’idée d’aller se faire examiner, elle finit par accepter pour rassurer Lara. Les résultats sont des plus dévastateurs : Dana apprend qu’elle souffre du cancer du sein et doit subir une biopsie, puis une cure de chimiothérapie. Ne sachant pas comment réagir face à cette nouvelle, Dana finit par repousser Lara qui s’enfuit vers la France pour vivre son deuil.

## Faits divers
- Sa première expérience lesbienne fut avec son mentor de tennis « Ralph », alors qu’elle avait 16 ans; mentionné lors des épisodes 1 et 12 de la première saison et de l’épisode 11 de la troisième saison.
- Elle est la fille de Sharon et Irwin Fairbanks
- Elle est la sœur de Howie Fairbanks
- Simule une fausse relation amoureuse hétérosexuelle avec son partenaire de tennis en double, Harrison; mentionnée durant les épisodes 1.01 et 3.11
- A fréquentée Melanie Caplan; mentionnée lors de l’épisode 1.01
- A fréquenté Jenny Schecter lors de la première saison
- A fréquenté Lara Perkins durant les saisons 1 et 3
- Va a une rencontre avec Andrew pour lui dire qu’elle est lesbienne
- Fiancée à Tonya lors de la première saison, mais se sépare lors de l’épisode 2.07
- A fréquenté Alice Pieszecki durant la deuxième saison. Selon l’histoire, elle aurait terminé cette relation 6 mois avant le chapitre 3.01
- Meurt d’un arrêt du cœur lors de l’épisode 3.10 après avoir été victime d’une infection alors que son système immunitaire était au plus bas avoir appris qu’elle était atteinte du cancer lors de l’épisode 3.01.
- Elle fait une petite réapparition à l'épisode 4.12 dans la pensée d'Alice.

## Apparition du personnage par épisode
| Dana Fairbanks | Dana Fairbanks | Dana Fairbanks | Dana Fairbanks | Dana Fairbanks | Dana Fairbanks | Dana Fairbanks | Dana Fairbanks | Dana Fairbanks | Dana Fairbanks | Dana Fairbanks | Dana Fairbanks | Dana Fairbanks |
| Saison 1       | Saison 1       | Saison 1       | Saison 1       | Saison 1       | Saison 1       | Saison 1       | Saison 1       | Saison 1       | Saison 1       | Saison 1       | Saison 1       | Saison 1       |
| -------------- | -------------- | -------------- | -------------- | -------------- | -------------- | -------------- | -------------- | -------------- | -------------- | -------------- | -------------- | -------------- |
| 01             | 02             | 03             | 04             | 05             | 06             | 07             | 08             | 09             | 10             | 11             | 12             | 13             |
| Oui            | Oui            | Oui            | Oui            | Oui            | Oui            | Oui            | Oui            | Oui            | Oui            | Oui            | Oui            | Oui            |
| Saison 2       |                |                |                |                |                |                |                |                |                |                |                |                |
| 01             | 02             | 03             | 04             | 05             | 06             | 07             | 08             | 09             | 10             | 11             | 12             | 13             |
| Oui            | Oui            | Oui            | Oui            | Oui            | Oui            | Oui            | Oui            | Oui            | Oui            | Oui            | Oui            | Oui            |
| Saison 3       |                |                |                |                |                |                |                |                |                |                |                |                |
| 01             | 02             | 03             | 04             | 05             | 06             | 07             | 08             | 09             | 10             | 11             | 12             |                |
| Oui            | Oui            | Oui            | Oui            | Oui            | Oui            | Oui            | Oui            | Oui            | Oui            | Oui            | Oui            |                |
| Saison 4       |                |                |                |                |                |                |                |                |                |                |                |                |
| 01             | 02             | 03             | 04             | 05             | 06             | 07             | 08             | 09             | 10             | 11             | 12             |                |
| -              | -              | -              | -              | -              | -              | -              | -              | -              | -              | -              | Oui            |                |
| Saison 5       |                |                |                |                |                |                |                |                |                |                |                |                |
| 01             | 02             | 03             | 04             | 05             | 06             | 07             | 08             | 09             | 10             | 11             | 12             |                |
| -              | -              | -              | -              | -              | -              | -              | -              | -              | -              | -              | -              |                |
| Saison 6       |                |                |                |                |                |                |                |                |                |                |                |                |
| 01             | 02             | 03             | 04             | 05             | 06             | 07             | 08             |                |                |                |                |                |
| -              | -              | -              | -              | -              | -              | -              | -              |                |                |                |                |                |